# Kenyeres Pál
Kenyeres Pál, 1947-ig családi nevén Gutbrod (Arad, 1913. augusztus 31. – Arad, 2004. február 24.) magyar újságíró, szerkesztő, költő, író, művelődésszervező.

## Életútja
Asztalos kisiparos 1939–1946-ig, 1946-ban lett az MNSZ művelődési aktivistája, 1948-tól 1952-ig a Romániai Magyar Szó főszerkesztő-helyettese. 1953-tól a Fogyasztási Szövetkezetek Megyei Szövetségének tisztviselője Aradon, a Tóth Árpád Irodalmi Kör egyik alapítója és vezetője.
Első írását az Utunk közölte (1974). Riportjai, kritikái a Művelődés, Vörös Lobogó hasábjain jelentek meg.
Nyugdíjas éveiben (1971-től) sokat foglalkozott az irodalommal, főleg verseket írt, s tevékenyen részt vett a Tóth Árpád Irodalmi Kör és a Kölcsey Egyesület munkájában. Az Önarckép című antológia (Arad, 1982) egyik szerkesztője és munkatársa.
2000-ben megjelent verses kötetét Pávai Gyula mutatta be az aradi Tulipán könyvesboltban. A Kölcsey Egyesület 2005-ben jelentette meg Arad és Vidéke címen egyik új antológiáját, melyben az aradi irodalmi élet jelesei szerepeltek, köztük Kenyeres Pál versekkel.

## Kötetei
- Ünnepi műszak (1950)
- Az acélfal (Kolozsvár, 1950)
- Győzelmes esztendő (riport a börvelyi kollektív gazdaságról, 1951)
- Magamat nyugtató : versek (Arad, 1999)
- Kincskeresés : versek (Arad, 2000)